# Jan Mazur

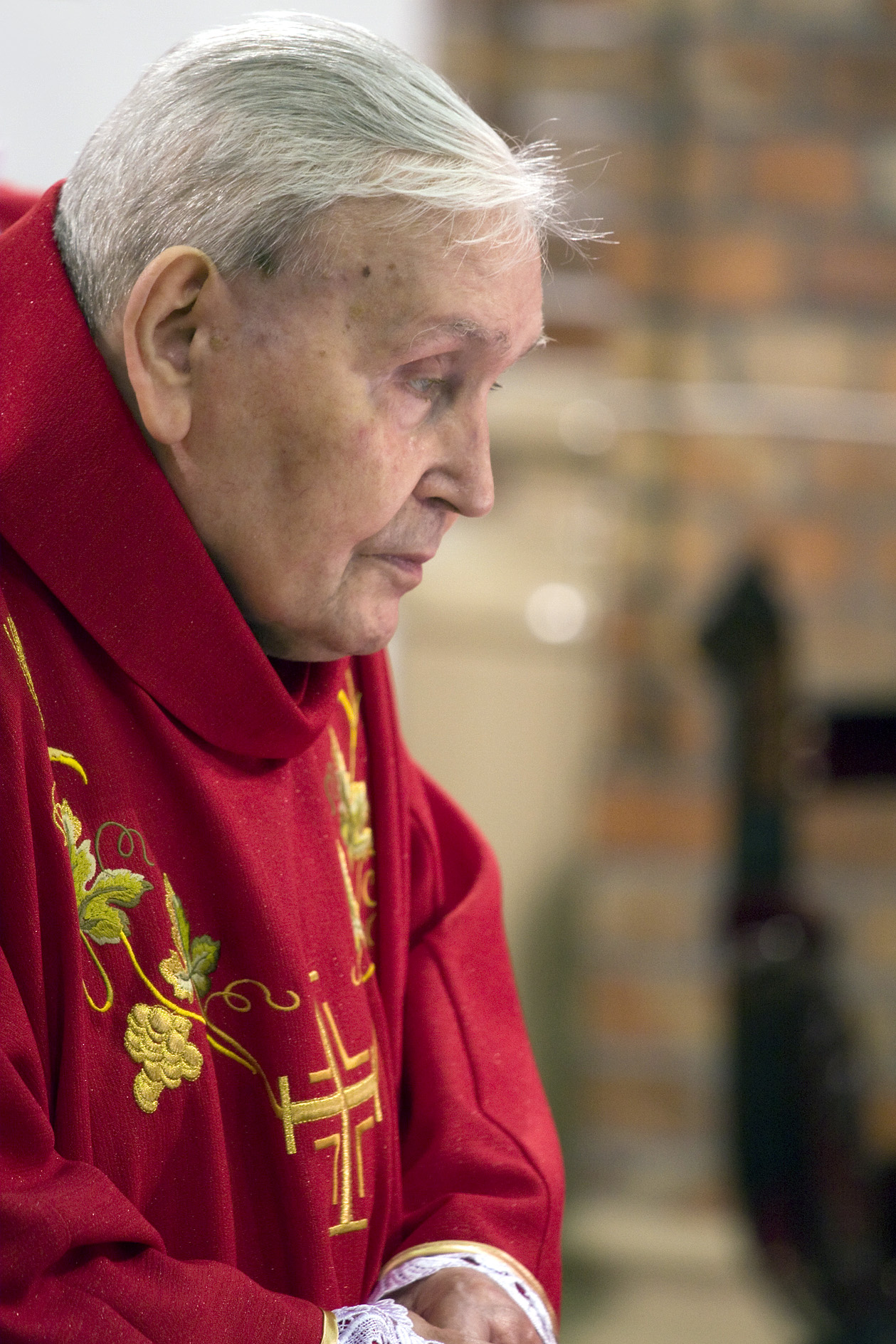
Jan Mazur, 2008

Jan Mazur (* 5. Juni 1920 in Płoskie bei Zamość, Woiwodschaft Lublin; † 26. September 2008 in Siedlce) war Bischof von Siedlce.

## Leben
Jan Mazur stammte aus einer Bauernfamilie und studierte von 1944 bis 1949 am bischöflichen Priesterseminar in Krężnica Jara. Er empfing am 26. Juni 1949 die Priesterweihe durch Bischof Zdzisław Goliński. Von 1949 bis 1952 war er Pfarrer in Bychawa und in Lublin-Zemborzyce, einer der ältesten Pfarreien des Erzbistums Lublin. Parallel studierte er an der Katholischen Universität Lublin und wurde 1956 promoviert. Anschließend lehrte er am Priesterseminar von Lublin Metaphysik und Pastoraltheologie sowie Latein. Zudem war er für das Erzbistum als Sekretär der Abteilung Pastoral tätig.
Papst Johannes XXIII. ernannte ihn 1961 zum Titularbischof von Bladia und bestellte ihn zum Weihbischof in Lublin. Die Bischofsweihe spendete ihm am 6. August 1961 der Bischof von Lublin Piotr Kałwa; Mitkonsekratoren waren Zdzisław Goliński, Bischof von Częstochowa, und Tomasz Wilczyński, Weihbischof in Lublin. Er war als Bischofsvikar für das Gebiet des Bistums und die religiösen Orden tätig.
Papst Paul VI. ernannte ihn 1968 zum sechsten Bischof des Bistums Siedlce. Seinem altersbedingten Rücktrittsgesuch wurde 1996 durch Johannes Paul II. stattgegeben.

## Wirken
Als Bischof von Siedlce war er Initiator zahlreicher Bauvorhaben. In seiner Amtszeit entstanden 54 neue Kirchen, 110 Kapellen und 144 Gemeindezentren sowie die Erweiterung des Seminars in Siedlce.
Mazur war treibende Kraft für die Seligsprechung der Märtyrer aus Pratulin.